# Spielvereinigung Unterhaching 2018-2019
Questa voce raccoglie le informazioni riguardanti la Spielvereinigung Unterhaching nelle competizioni ufficiali della stagione 2018-2019.

## Stagione
Nella stagione 2018-2019 l'Unterhaching, allenato da Claus Schromm, concluse il campionato di 3. Liga al 10º posto.

## Rosa
| N. |                     | Ruolo | Calciatore         |
| -- | ------------------- | ----- | ------------------ |
| 1  | Austria (bandiera)  | P     | Lukas Königshofer  |
| 2  | Germania (bandiera) | D     | Maximilian Bauer   |
| 3  | Germania (bandiera) | D     | Thomas Hagn        |
| 4  | Germania (bandiera) | D     | Alexander Winkler  |
| 5  | Germania (bandiera) | D     | Josef Welzmüller   |
| 6  | Germania (bandiera) | D     | Marc Endres        |
| 7  | Germania (bandiera) | C     | Finn Porath        |
| 8  | Germania (bandiera) | D     | Max Dombrowka      |
| 9  | Germania (bandiera) | A     | Stephan Hain       |
| 10 | Georgia (bandiera)  | C     | Lucas Hufnagel     |
| 11 | Germania (bandiera) | A     | Stefan Schimmer    |
| 13 | Germania (bandiera) | C     | Jim-Patrick Müller |
| 15 | Germania (bandiera) | D     | Christoph Greger   |
| 17 | Germania (bandiera) | A     | Dominik Widemann   |

| N. |                               | Ruolo | Calciatore             |
| -- | ----------------------------- | ----- | ---------------------- |
| 18 | Germania (bandiera)           | C     | Niclas Anspach         |
| 19 | Germania (bandiera)           | A     | Maximilian Krauß       |
| 20 | Germania (bandiera)           | C     | Dominik Stahl          |
| 21 | Germania (bandiera)           | C     | Sascha Bigalke         |
| 22 | Germania (bandiera)           | P     | Nico Mantl             |
| 23 | Germania (bandiera)           | D     | Markus Schwabl         |
| 24 | Germania (bandiera)           | C     | Alexander Kaltner      |
| 27 | Macedonia del Nord (bandiera) | C     | Anes Osmanoski         |
| 30 | Germania (bandiera)           | C     | Luca Marseiler         |
| 31 | Germania (bandiera)           | C     | Orestis Kiomourtzoglou |
| 32 | Francia (bandiera)            | C     | Alexis Fambo           |
| 33 | Germania (bandiera)           | D     | Christoph Ehlich       |
| 34 | Germania (bandiera)           | P     | Michael Gurski         |
| 35 | Corea del Sud (bandiera)      | C     | Hong Hyun-seok         |

## Organigramma societario
Area tecnica
- Allenatore: Claus Schromm
- Allenatore in seconda: Sebastian Friedl, Steffen Galm, Robert Lechleiter
- Preparatore dei portieri: Wolfgang Kellner, Sebastian Wolf
- Preparatori atletici: Frank Thömmes, Georg Wallner

## Calciomercato

### Sessione estiva
| Acquisti | Acquisti         | Acquisti         | Acquisti |
| R.       | Nome             | da               | Modalità |
| -------- | ---------------- | ---------------- | -------- |
| A        | Dominik Widemann | Heidenheim       |          |
| C        | Lucas Hufnagel   | Friburgo         |          |
| D        | Marc Endres      | Chemnitz         |          |
| P        | Michael Gurski   | VfB Eichstätt    |          |
| C        | Hong Hyun-seok   | Unterhaching U19 |          |
| A        | Maximilian Krauß | Norimberga II    |          |
| D        | Markus Schwabl   | Fleetwood Town   |          |

| Cessioni | Cessioni             | Cessioni       | Cessioni |
| R.       | Nome                 | a              | Modalità |
| -------- | -------------------- | -------------- | -------- |
| A        | Pascal Schoch        | TSG Balingen   |          |
| A        | Vitalij Lux          | Ulma           |          |
| C        | Maximilian Nicu      | TuS Prien      |          |
| C        | Alexander Piller     | Schweinfurt 05 |          |
| D        | Marco Rosenzweig     | Buchbach       |          |
| D        | Tim Schels           | Heimstetten    |          |
| C        | Thomas Steinherr     | Homburg        |          |
| C        | Ulrich Taffertshofer | Osnabrück      |          |
| D        | Florian Wiedl        | Unterföhring   |          |
| C        | Mark Zettl           | Garching       |          |

### Sessione invernale
| Acquisti | Acquisti | Acquisti | Acquisti |
| R.       | Nome     | da       | Modalità |
| -------- | -------- | -------- | -------- |

| Cessioni | Cessioni | Cessioni | Cessioni |
| R.       | Nome     | a        | Modalità |
| -------- | -------- | -------- | -------- |

## Risultati

### 3. Liga

#### Girone di andata
| Arbitro: | Kempkes |

|            |           |                              |
| Aigner 51’ | Marcatori | 24’, 57’ Müller 47’ Hufnagel |

| Unterhaching 4 agosto 2018, ore 14:00 CEST 2ª giornata | Unterhaching | 0 – 0 referto | Aalen | Sportpark Unterhaching (2 800 spett.)\| Arbitro: \| Siewer \| |
| Arbitro:                                               | Siewer       |               |       |                                                               |

| Arbitro: | Waschitzki-Günther |

|                |           |                        |
| Stein 88’, 90’ | Marcatori | 42’ Marseiler 84’ Hain |

| Arbitro: | Pfeifer |

|                        |           |              |
| Hain 30’ Marseiler 72’ | Marcatori | 87’ Williams |

| Arbitro: | Müller |

|           |           |                       |
| Kyereh 7’ | Marcatori | 75’ Schimmer 86’ Hain |

| Arbitro: | Kempter |

|                                              |           |  |
| Marseiler 15’ Hain 51’ Welzmüller 56’ (rig.) | Marcatori |  |

| Arbitro: | Bramlage |

|  |           |             |
|  | Marcatori | 55’ Baumann |

| Arbitro: | Müller |

|                                      |           |                                       |
| Vidovič 32’ Undav 50’ von Haacke 53’ | Marcatori | 45’ Schimmer 46’ Porath 57’ Marseiler |

| Arbitro: | Kampka |

|              |           |              |
| Schimmer 90’ | Marcatori | 55’ Grimaldi |

| Arbitro: | Wollenweber |

|             |           |          |
| Hingerl 41’ | Marcatori | 79’ Hain |

| Arbitro: | Zorn |

|          |           |           |
| Hain 10’ | Marcatori | 80’ Menig |

| Arbitro: | Fritsch |

|               |           |            |
| Washausen 56’ | Marcatori | 65’ Endres |

| Unterhaching 27 ottobre 2018, ore 14:00 CEST 13ª giornata | Unterhaching | 0 – 0 referto | Karlsruhe | Sportpark Unterhaching (2 500 spett.)\| Arbitro: \| Skorczyk \| |
| Arbitro:                                                  | Skorczyk     |               |           |                                                                 |

| Arbitro: | Winter |

|                                    |           |                       |
| Wachsmuth 20’ (rig.) Reinhardt 77’ | Marcatori | 22’ Hain 86’ Schimmer |

| Arbitro: | Osmanagic |

|                                                                             |           |  |
| Hain 6’, 65’ Greger 41’ Marseiler 45’ (rig.) Endres 50’ Schimmer 51’ (rig.) | Marcatori |  |

| Arbitro: | Börner |

|                                                     |           |                                            |
| Bock 36’ Tietz 42’ Günther-Schmidt 54’ Brügmann 69’ | Marcatori | 16’ Endres 43’, 59’, 61’ Hain 81’ Hufnagel |

| Arbitro: | Waschitzki-Günther |

|                                                            |           |  |
| Marseiler 23’ Schimmer 28’ Bigalke 65’ Müller 71’ Hain 84’ | Marcatori |  |

| Lotte 9 dicembre 2018, ore 13:00 CET 18ª giornata | Sportfreunde Lotte | 0 – 0 referto | Unterhaching | FRIMO Stadion (1 304 spett.)\| Arbitro: \| Lechner \| |
| Arbitro:                                          | Lechner            |               |              |                                                       |

| Arbitro: | Osmanagic |

|              |           |           |
| Hufnagel 56’ | Marcatori | 88’ Trapp |

#### Girone di ritorno
| Arbitro: | Pfeifer |

|                                           |           |  |
| Schimmer 10’, 41’ Bigalke 45’ Winkler 57’ | Marcatori |  |

| Arbitro: | Bramlage |

|                                       |           |                    |
| Morys 9’, 67’ Slišković 30’ Sessa 82’ | Marcatori | 70’ Kiomourtzoglou |

| Unterhaching 20 marzo 2019, ore 19:00 CET 22ª giornata | Unterhaching | 0 – 0 referto | Energie Cottbus | Sportpark Unterhaching (1 500 spett.)\| Arbitro: \| Winter \| |
| Arbitro:                                               | Winter       |               |                 |                                                               |

| Arbitro: | Börner |

|                          |           |  |
| Scherff 38’ Biankadi 75’ | Marcatori |  |

| Arbitro: | Petersen |

|              |           |                              |
| Schimmer 27’ | Marcatori | 14’ (rig.) Schmidt 49’ Lorch |

| Arbitro: | Osmanagic |

|         |           |  |
| Bär 44’ | Marcatori |  |

| Arbitro: | Storks |

|  |           |              |
|  | Marcatori | 17’ Schimmer |

| Arbitro: | Kempter |

|  |           |            |
|  | Marcatori | 4’ Piossek |

| Arbitro: | Günsch |

|            |           |  |
| Karger 45’ | Marcatori |  |

| Unterhaching 16 marzo 2019, ore 14:00 CET 29ª giornata | Unterhaching | 0 – 0 referto | Sonnenhof G. | Sportpark Unterhaching (1 700 spett.)\| Arbitro: \| Gasteier \| |
| Arbitro:                                               | Gasteier     |               |              |                                                                 |

| Arbitro: | Hussein |

|                                          |           |  |
| Klingenburg 7’ Hoffmann 82’ Scherder 88’ | Marcatori |  |

| Unterhaching 30 marzo 2019, ore 14:00 CET 31ª giornata | Unterhaching | 0 – 0 referto | Hallescher | Sportpark Unterhaching (2 000 spett.)\| Arbitro: \| Lechner \| |
| Arbitro:                                               | Lechner      |               |            |                                                                |

| Arbitro: | Siewer |

|                                      |           |  |
| Fink 51’ Roßbach 69’ Pourié 73’, 85’ | Marcatori |  |

| Arbitro: | Rafalski |

|  |           |                |
|  | Marcatori | 60’ Lauberbach |

| Arbitro: | Skorczyk |

|             |           |            |
| Dahmani 16’ | Marcatori | 30’ Müller |

| Arbitro: | Stegemann |

|  |           |              |
|  | Marcatori | 87’ Brügmann |

| Arbitro: | Müller |

|                                                  |           |  |
| Kühlwetter 59’ Pick 62’ Hainault 88’ Hemlein 90’ | Marcatori |  |

| Arbitro: | Kempkes |

|                                              |           |  |
| Marseiler 7’ Kiomourtzoglou 72’ Schimmer 90’ | Marcatori |  |

| Arbitro: | Müller |

|           |           |                                        |
| Girth 52’ | Marcatori | 12’, 49’ Schimmer 35’ Krauß 44’ Greger |

## Statistiche

### Statistiche di squadra
| Competizione | Punti | In casa | In casa | In casa | In casa | In casa | In casa | In trasferta | In trasferta | In trasferta | In trasferta | In trasferta | In trasferta | Totale | Totale | Totale | Totale | Totale | Totale | DR |
| Competizione | Punti | G       | V       | N       | P       | Gf      | Gs      | G            | V            | N            | P            | Gf           | Gs           | G      | V      | N      | P      | Gf     | Gs     | DR |
| ------------ | ----- | ------- | ------- | ------- | ------- | ------- | ------- | ------------ | ------------ | ------------ | ------------ | ------------ | ------------ | ------ | ------ | ------ | ------ | ------ | ------ | -- |
| 3. Liga      | 48    | 19      | 6       | 8       | 5       | 27      | 10      | 19           | 5            | 7            | 7            | 26           | 36           | 38     | 11     | 15     | 12     | 53     | 46     | +7 |
| Totale       | 48    | 19      | 6       | 8       | 5       | 27      | 10      | 19           | 5            | 7            | 7            | 26           | 36           | 38     | 11     | 15     | 12     | 53     | 46     | +7 |

### Andamento in campionato
| Giornata  | 1 | 2 | 3 | 4 | 5 | 6 | 7 | 8 | 9 | 10 | 11 | 12 | 13 | 14 | 15 | 16 | 17 | 18 | 19 | 20 | 21 | 22 | 23 | 24 | 25 | 26 | 27 | 28 | 29 | 30 | 31 | 32 | 33 | 34 | 35 | 36 | 37 | 38 |
| --------- | - | - | - | - | - | - | - | - | - | -- | -- | -- | -- | -- | -- | -- | -- | -- | -- | -- | -- | -- | -- | -- | -- | -- | -- | -- | -- | -- | -- | -- | -- | -- | -- | -- | -- | -- |
| Luogo     | T | C | T | C | T | C | C | T | C | T  | C  | T  | C  | T  | C  | T  | C  | T  | C  | C  | T  | C  | T  | C  | T  | T  | C  | T  | C  | T  | C  | T  | C  | T  | C  | T  | C  | T  |
| Risultato | V | N | N | V | V | V | P | N | N | N  | N  | N  | N  | N  | V  | V  | V  | N  | N  | V  | P  | N  | P  | P  | P  | V  | P  | P  | N  | P  | N  | P  | P  | N  | P  | P  | V  | V  |
| Posizione | 3 | 4 | 7 | 3 | 2 | 1 | 2 | 2 | 3 | 6  | 5  | 4  | 5  | 8  | 6  | 5  | 4  | 5  | 5  | 5  | 5  | 5  | 6  | 6  | 6  | 5  | 5  | 7  | 8  | 11 | 10 | 12 | 13 | 13 | 13 | 14 | 13 | 10 |

Legenda:

Luogo: C = Casa; T = Trasferta. Risultato: V = Vittoria; N = Pareggio; P = Sconfitta.

### Statistiche dei giocatori
| N. Anspach        | 1  | 0  | 0  | 0 |
| M. Bauer          | 10 | 0  | 0  | 0 |
| S. Bigalke        | 33 | 2  | 5  | 1 |
| M. Dombrowka      | 30 | 0  | 3  | 0 |
| C. Ehlich         | 4  | 0  | 1  | 0 |
| M. Endres         | 29 | 3  | 11 | 0 |
| A. Fambo          | 0  | 0  | 0  | 0 |
| C. Greger         | 33 | 2  | 4  | 0 |
| M. Gurski         | 0  | 0  | 0  | 0 |
| T. Hagn           | 15 | 0  | 0  | 0 |
| S. Hain           | 28 | 13 | 3  | 0 |
| H. Hong           | 7  | 0  | 0  | 0 |
| L. Hufnagel       | 28 | 3  | 6  | 0 |
| A. Kaltner        | 3  | 0  | 0  | 0 |
| O. Kiomourtzoglou | 27 | 2  | 5  | 0 |
| M. Krauß          | 15 | 1  | 3  | 0 |
| L. Königshofer    | 36 | 0  | 1  | 0 |
| N. Mantl          | 2  | 0  | 0  | 0 |
| L. Marseiler      | 29 | 7  | 4  | 0 |
| J. Müller         | 15 | 4  | 2  | 0 |
| A. Osmanoski      | 0  | 0  | 0  | 0 |
| F. Porath         | 29 | 1  | 6  | 0 |
| S. Schimmer       | 34 | 13 | 3  | 0 |
| M. Schwabl        | 31 | 0  | 9  | 0 |
| D. Stahl          | 25 | 0  | 4  | 0 |
| J. Welzmüller     | 5  | 1  | 1  | 0 |
| D. Widemann       | 27 | 0  | 2  | 0 |
| A. Winkler        | 32 | 1  | 7  | 2 |